# 노른

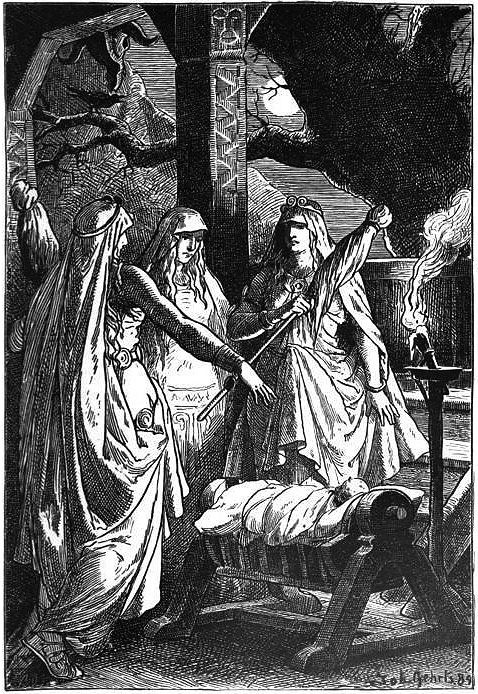
요하네스 게르츠의 1889년 그림.

노른(고대 노르드어: norn)은 북유럽 신화에 나오는 운명의 여신들이다. 복수형으로는 노르니르(고대 노르드어: nornir, 독일어: Nornen 노르넨[*])라고 한다. 맏언니인 울드는 과거를, 둘째인 베르단디는 현재를, 막내인 스쿨드는 미래를 담당한다. 인간을 포함하여 다른 생물들의 운명에 관여하며, 세계수 위그드라실을 관리하며, 라그나로크를 예언하기도 하였다.

## 같이 보기
- 헤카테
- 모이라
- NORN9 노른+노넷
- 파르카이